# Plectiscus suffuscus
Plectiscus suffuscus är en stekelart som först beskrevs av Davis 1897.  Plectiscus suffuscus ingår i släktet Plectiscus och familjen brokparasitsteklar. Inga underarter finns listade i Catalogue of Life.